# Biserica „Sfântul Arhanghel Mihail” din Gangura
Biserica „Sf. Arhanghel Mihail” este o biserică amplasată în Gangura, raionul Ialoveni, Republica Moldova. Este un monument arhitectural de importanță națională inclus în Registrul monumentelor Republicii Moldova ocrotite de stat cu nr. 106 (raionul Căinari). Datează din 1828.